# Munkára, harcra kész

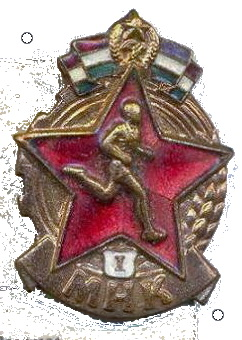
A mozgalom jelvénye

Az MHK, Munkára, harcra kész (olykor Légy Munkára Harcra Kész – LMHK, ritkábban Munkára Honvédelemre Kész) egy szovjet mintára létrehozott tömegsport-mozgalom volt Magyarországon 1949-től az 1960-as évek közepéig.

„Repülj golyó, repülj gerely és szállj messze el!
Szaladj, ugorj ember, hogyha kell!
Munkára, harcra kész és merész minden jó
Dolgozó, sportoló.”

## Története
A második világháborút követően, 1949-ben szovjet mintára hozták létre a „Munkára, harcra kész” sportmozgalmat. A központi irányelvek alapján kidolgozott sportprogram alulról felfelé építkezve munkahelyi és falusi szpartakiádokon keresztül országos sportünnepségig bezárólag igyekezett megmozgatni a dolgozó és tanuló ifjúságot.
Az MHK mozgalom alapját az atlétika és a természetjárás képezte. Ez a szovjet minta mellett magyarországi hagyományokra is támaszkodott. Az MHK mozgalom keretében felújították a 30-as évek mezeifutó falubajnokságait, a német mintára a háború előtt megrendezett falusi tornaünnepélyeket, a mezítlábas focibajnokságokat. Az MHK mozgalom a tömegsportot a szovjet mintának megfelelően központosította. A résztvevőknek meghatározott szinteket kellett elérniük, amik teljesítését különböző szintű jelvényekkel honorálták. Ezeket a teljesítményeket jelentették a központ felé. 1953-ban közel 500 000 résztvevője volt az MHK mozgalomnak.
A mozgalom a vidéki sportélet újraélesztése mellett lehetőséget biztosított a háború előtt megépült falusi sporttelepek felújítására, és új sporttelepek építésére is.
1956-ban az MHK-t irányító sportapparátust a forradalom elsöpörte, így az fokozatosan megszűnt. A 60-as években még az iskolai sportban, leginkább a középiskolákban, az MHK-mozgalom metodikáját alkalmazták, mivel az jól mérhető és fokozatos szinteket írt elő, elsősorban az atlétikához kapcsolódó versenyszámokban. Az MHK próbái futásból, kislabda dobásból, távol- és magasugrásból, súlylökésből, húzódzkodásból, kerékpározásból, városokban úszásból, és akadályfutásból állt. A szintek korcsoportos bontásban voltak meghatározva, azon belül 3 fokozatot különböztettek meg, amelyeket különböző jelvényekkel jutalmaztak.

## Külső hivatkozások
- Az MHK indulójának szövege
- http://szerelmembudapest.blog.hu/2013/06/16/hogyha_elpihent_a_gep_miert_ne_tornaznal